# Rudolf Mangal
Rudolf Vishnoeduth Mangal (District Commewijne, 9 juli 1940 - 13 juli 2021) was een Surinaamse politicus.
Rudolf Mangal, onder familie en vrienden beter bekend als Bish, begon zijn carrière op 16 mei 1961 als adspirant-kommies bij de Douane. In 1974 studeerde hij af aan de Douaneacademie in Rotterdam en heeft zich in de loop der jaren opgewerkte tot de hoogste baas van de douanekorps in Suriname. Van 1 januari 1996 tot en met 30 januari 1997 heeft hij gediend als Inspecteur der Invoerrechten en Accijnzen, plaatsvervangend hoofd van Dienst bij de Douane. 
Mangal werd beëdigd als minister van Openbare Werken in de regering-Wijdenbosch II op 31 januari 1997. Onder zijn bewind zijn de twee grootste infrastructurele projecten van Suriname gerealiseerd, namelijk de brug over de Surinamerivier (J.A. Wijdenboschbrug) en de brug over de Coppenamerivier (Coppenamebrug).
Van december 1999 tot medio 2000 was hij naast minister van Openbare Werken ook minister van Onderwijs en Volksontwikkeling, een dubbele functie nadat president Wijdenbosch enkele ministers had ontslagen en diens kabinet in afgeslankte vorm zijn periode heeft uitgezeten. Tevens heeft hij diverse perioden gefungeerd als waarnemend minister van Financiën. 
Op 22 november 2019 was Rudolf Mangal door de toenmalige president D.D. Bouterse gedecoreerd tot Commandeur in de Ere-orde van de Palm.
Mangal overleed op 13 juli 2021 en werd 81 jaar.